# Campionati del mondo di corsa campestre 1985
Il XIII Campionato mondiale di corsa campestre si è disputato a Lisbona, in Portogallo, il 24 marzo 1985 allo Sports Complex of Jamor. Vi hanno preso parte 570 atleti in rappresentanza di 50 nazioni. Il titolo maschile è stato vinto da Carlos Lopes mentre quello femminile da Zola Budd.

## Nazioni partecipanti
Qui sotto sono elencate le nazioni che hanno partecipato a questi campionati (tra parentesi il numero degli atleti per ciascuna nazione):
- Algeria (15)
- Angola (6)
- Arabia Saudita (14)
- Australia (21)
- Belgio (15)
- Brasile (9)
- Canada (21)
- Cina (7)
- Colombia (5)
- Danimarca (18)
- Egitto (2)
- Etiopia (15)
- Finlandia (9)
- Francia (21)
- Galles (20)
- Germania Ovest (16)
- Giappone (7)

- Gibilterra (17)
- Giordania (2)
- Grecia (7)
- Hong Kong (10)
- Inghilterra (21)
- Islanda (3)
- Irlanda (20)
- Irlanda del Nord (18)
- Israele (2)
- Italia (18)
- Kenya (14)
- Kuwait (6)
- Marocco (12)
- Nuova Zelanda (13)
- Norvegia (9)
- Paesi Bassi (12)
- Palestina (4)

- Polonia (6)
- Portogallo (21)
- Romania (5)
- São Tomé e Príncipe (1)
- Scozia (21)
- Spagna (21)
- Stati Uniti (21)
- Svezia (13)
- Svizzera (12)
- Taipei cinese (7)
- Tunisia (12)
- Turchia (1)
- Ungheria (7)
- Unione Sovietica (7)
- Yemen del Nord (3)
- Zimbabwe (3)

## Risultati
I risultati del campionato sono stati:

### Individuale (uomini seniores)
| Pos. | Atleta              | Nazione        | Tempo (m's") |
| ---- | ------------------- | -------------- | ------------ |
|      | Carlos Lopes        | Portogallo     | 33'33"       |
|      | Paul Kipkoech       | Kenya          | 33'37"       |
|      | Wodajo Bulti        | Etiopia        | 33'38"       |
| 4    | Bekele Debele       | Etiopia        | 33'45"       |
| 5    | John Treacy         | Irlanda        | 33'48"       |
| 6    | Kassa Balcha        | Etiopia        | 33'51"       |
| 7    | Christoph Herle     | Germania Ovest | 33'53"       |
| 8    | Abdelrazzak Bounour | Algeria        | 33'54"       |
| 9    | Pierre Levisse      | Francia        | 33'56"       |
| 10   | Bruce Bickford      | Stati Uniti    | 33'57"       |
| 11   | Fernando Mamede     | Portogallo     | 33'59"       |
| 12   | Pat Porter          | Stati Uniti    | 34'02"       |

### Squadre (uomini seniores)
| Wodajo Bulti       | 3     |
| Bekele Debele      | 4     |
| Kassa Balcha       | 6     |
| Girma Berhanu      | 28    |
| Chala Urgessa      | 33    |
| Hailu Wolde Tsadik | 55    |
| (Adugna Lema)      | (106) |
| (Feyissa Abebe)    | (219) |
| (Mohammed Kedir)   | (DNF) |

| Paul Kipkoech       | 2     |
| Andrew Masai        | 14    |
| Boniface Merande    | 17    |
| Joshua Kipkemboi    | 22    |
| Jackson Ruto        | 41    |
| James Kipngetich    | 45    |
| (Joseph Otieno)     | (128) |
| (Bernhard Mosigisi) | (132) |
| (Sisa Kirati)       | (194) |

| Bruce Bickford   | 10    |
| Pat Porter       | 12    |
| Ed Eyestone      | 16    |
| Craig Virgin     | 19    |
| Mark Curp        | 40    |
| Jeff Drenth      | 56    |
| (Mark Stickley)  | (58)  |
| (David Barney)   | (76)  |
| (Marty Froelick) | (110) |

- Nota: gli atleti tra parentesi non hanno concorso al punteggio totale della squadra

### Individuale (uomini under 20)
| Pos. | Atleta                 | Nazione     | Tempo (m's") |
| ---- | ---------------------- | ----------- | ------------ |
|      | Kipkemboi Kimeli       | Kenya       | 22'18"       |
|      | Habte Negash           | Etiopia     | 22'37"       |
|      | Wolde Silasse Melkessa | Etiopia     | 22'37"       |
| 4    | Rafera Workench        | Etiopia     | 22'45"       |
| 5    | Ngotho Musyoki         | Kenya       | 22'48"       |
| 6    | Lawrence Gatogo        | Kenya       | 23'04"       |
| 7    | Tilahun Ebba           | Etiopia     | 23'07"       |
| 8    | Debebe Demisse         | Etiopia     | 23'11"       |
| 9    | José Manuel García     | Spagna      | 23'15"       |
| 10   | Brahim Boutayeb        | Marocco     | 23'19"       |
| 11   | Paolo Tagliapietra     | Italia      | 23'22"       |
| 12   | Jeff Cannada           | Stati Uniti | 23'23"       |

### Squadre (uomini under 20)
| Habte Negash           | 2    |
| Wolde Silasse Melkessa | 3    |
| Rafera Workench        | 4    |
| Tilahun Ebba           | 7    |
| (Debebe Demisse)       | (8)  |
| (Kalcha Abcha)         | (18) |

| Kipkemboi Kimeli | 1  |
| Ngotho Musyoki   | 5  |
| Lawrence Gatogo  | 6  |
| Samuel Okemwa    | 14 |

| José Manuel García | 9    |
| Alejandro Gómez    | 16   |
| Antonio Pérez      | 17   |
| Antonio Peula      | 22   |
| (Marc Pujol)       | (27) |
| (José Gruneiro)    | (35) |

- Nota: gli atleti tra parentesi non hanno concorso al punteggio totale della squadra

### Individuale (donne seniores)
| Pos. | Atleta             | Nazione          | Tempo (m's") |
| ---- | ------------------ | ---------------- | ------------ |
|      | Zola Budd          | Inghilterra      | 15'01"       |
|      | Cathy Branta       | Stati Uniti      | 15'24"       |
|      | Ingrid Kristiansen | Norvegia         | 15'27"       |
| 4    | Fiţa Lovin         | Romania          | 15'35"       |
| 5    | Cornelia Bürki     | Svizzera         | 15'38"       |
| 6    | Angela Tooby       | Galles           | 15'40"       |
| 7    | Olga Bondarenko    | Unione Sovietica | 15'40"       |
| 8    | Sue Bruce          | Nuova Zelanda    | 15'42"       |
| 9    | Betty Springs      | Stati Uniti      | 15'44"       |
| 10   | Elena Fidatof      | Romania          | 15'47"       |
| 11   | Debbie Scott       | Canada           | 15'49"       |
| 12   | Monica Joyce       | Irlanda          | 15'49"       |

### Squadre (donne seniores)
| Cathy Branta   | 2    |
| Betty Springs  | 9    |
| Shelly Steely  | 15   |
| Kathryn Hayes  | 16   |
| (Mary Knisely) | (28) |
| (Nan Doak)     | (46) |

| Olga Bondarenko     | 7    |
| Tatyana Pozdnyakova | 19   |
| Marina Rodchenkova  | 20   |
| Irina Bondarchuk    | 31   |
| (Tatyana Sokolova)  | (41) |

| Fiţa Lovin       | 4    |
| Elena Fidatof    | 10   |
| Paula Ilie       | 34   |
| Mariana Stanescu | 48   |
| (Iulia Besliu)   | (87) |

- Nota: gli atleti tra parentesi non hanno concorso al punteggio totale della squadra

## Medagliere
Legenda
     Paese ospitante
| Posizione | Paese            | Oro | Argento | Bronzo | Totale |
| --------- | ---------------- | --- | ------- | ------ | ------ |
| 1         | Etiopia          | 2   | 1       | 2      | 5      |
| 2         | Kenya            | 1   | 3       | 0      | 4      |
| 3         | Stati Uniti      | 1   | 1       | 1      | 3      |
| 4         | Inghilterra      | 1   | 0       | 0      | 1      |
| 4         | Portogallo       | 1   | 0       | 0      | 1      |
| 6         | Unione Sovietica | 0   | 1       | 0      | 1      |
| 7         | Norvegia         | 0   | 0       | 1      | 1      |
| 7         | Romania          | 0   | 0       | 1      | 1      |
| 7         | Spagna           | 0   | 0       | 1      | 1      |
| Totale    | Totale           | 6   | 6       | 6      | 18     |